# Motufoua
Motufoua é a única escola secundária do Tuvalu. Localizada na vila de Azal a escola traz cerca de 600 estudantes de 13 a 21 anos para o arquipélago de Vaitupu.